# 南京大学建筑系
南京大学建筑学系，可追溯到中央大學以前於1927年設立的建築學系。1952年院系調整南京大學建築系分出成為南京工學院建築系，2000年南京大學恢復建築學科，成立南京大學建築研究所。2006年南京大學建築學院成立；2010年南京大學建築學院改為南京大學建築學系，设在南京大學建築與規劃學院中。

## 现况概览
目前设有建筑设计及其理论博士点，建筑设计及其理论、建筑历史与理论、建筑与土木工程硕士点。本科生专业设有建筑学。
附设有南京大學建築規劃設計研究院。
此外，南京大学还设有建筑设计相关的城市与区域规划系、南京大學城市規劃設計研究院。

## 历史概要
- 南京大学在建筑学科方面拥有悠久的历史。1927年中大时期，刘福泰、刘敦桢等人创办建筑学系，是中国建筑学高等教育的开端。当时，建筑工程学系和起源于茅以升创办的土木工程学系等均设在工学院内。1949年，国立中央大学改名为国立南京大学；1952年，南京大学工学院分出，工学院建筑工程系、土木工程系等设在南京工学院（后改为东南大学），水利工程系设在华东水利学院（后改为河海大学）。
- 2000年，南大恢复建筑设计学科，南京大学建筑研究所成立，以硕士及博士学位的研究生教育为主，主要师资如鲍家声、丁沃沃、赵辰、张雷等教授，皆来自东南大学建筑系，时曾担任全国高等学校建筑学专业指导委员会主任委员的鲍家声出任所长。
- 2006年11月，在南京大学建筑研究所的基础，成立南京大学建筑学院，丁沃沃担任院长。
- 2007年，南京大学恢复招收建筑学本科生。
- 2010年，南京大学建築學院改為南京大學建築系；同時南京大學建築與規劃學院成立，下設建築學系、城市規劃與設計學系。

## 校友
1952年前的南京大学（中央大学）建筑系作为中国现代高等建筑学的发源地，曾经汇聚了刘敦桢、刘福泰、鲍鼎、童寯、杨廷宝等近现代建筑学先驱，培养出了众多建筑学界的栋梁，如张镈、戴念慈、张开济、钟训正，中國第一位執業女建築師張玉泉等人。许多校友在开拓建筑学教育方面贡献力量，除了南京工学院（东南大学）建筑系外，还有如刘福泰、徐中等人创办了天津大学建筑系，谭垣、戴复东、吴庐生等人参与创办了同济大学建筑系，程應銓、鄭孝燮、朱暢中、胡允敬和吴良镛等人受梁思成之邀一起创办了清华大学建筑系，齐康、汪坦等人创办了大连工学院（大连理工大学）建筑系，周卜颐等人创办了华中工学院（华中科技大学）建筑系。黃寶瑜、盧毓駿、修澤蘭、陳其寬、林建業等校友遷台，把中華建築文藝復興系統帶到臺灣。在新加坡，何明煌等人发展了华族传统复兴式建筑。